# Amerykańska Akademia Sztuki i Literatury
Amerykańska Akademia Sztuki i Literatury (ang. American Academy of Arts and Letters) – organizacja zrzeszająca 250 członków, której celem jest „promowanie, wspieranie i podtrzymywanie wysokiego poziomu” amerykańskiej literatury, muzyki i sztuki. Akademia mieści się w Washington Heights, w sąsiedztwie Górnego Manhattanu, w Nowym Jorku. Galerie należące do Akademii są udostępniane publiczności corocznie podczas dwóch wystaw.

## Historia
Początki Akademii sięgają 1865 roku, kiedy to w Bostonie zostało powołane do życia Amerykańskie Towarzystwo Nauk Społecznych (ang. American Social Science Association). W roku 1898 towarzystwo powołało do życia Narodowy Instytut Sztuki i Nauki, który w roku 1904 dał początek Amerykańskiej Akademii Sztuki i Literatury. (ang. American Academy of Arts and Letters).
Pierwszych siedmiu akademików wybrano drogą losowania przeprowadzonego wśród członków. Byli to: William Dean Howells, Samuel L. Clemens, Edmund Clarence Stedman i John Hay reprezentujący literaturę; Augustus Saint-Gaudens i John La Farge reprezentujący sztukę; oraz Edward MacDowell reprezentujący muzykę.